# БМ-24Т
БМ-24Т (индекс ГРАУ — 8У35, обозначение шасси по классификации ГБТУ — Объект 712) — советская гусеничная реактивная система залпового огня.

## Описание конструкции
БМ-24Т разрабатывалась одновременно с РСЗО БМ-24. Основным предназначением системы было действие в составе танковых частей Советской армии. Машина была выполнена на базе гусеничного тягача АТ-С, благодаря чему обладала высокой проходимостью. Вместо кузова на машине был установлен блок с направляющими. Однако в отличие от БМ-24 в БМ-24Т применялись трубчатые направляющие вместо сотовых, при этом баллистическое решение было сохранено, несмотря на то, что направляющие были короче.
Наведение пакета направляющих осуществлялось с помощью ручного механизма наведения. Диапазон вертикальных углов наведения составлял от +10 до +50°. В горизонтальной плоскости пакет наводился в диапазоне от -90 до +90°.

### Вооружение
В качестве основного вооружения использовались турбореактивные снаряды. Кроме фугасных, в номенклатуру вооружения БМ-24Т входили химические снаряды. Площадь поражения при одном залпе могла составлять до нескольких гектаров.
| Таблица ТТХ снарядов, используемых БМ-24 |           |                   |                   |              |                 |                              |                           |                           |                            |
| Обозначение                              | Индекс    | Длина снаряда, мм | Масса снаряда, кг | Масса БЧ, кг | Масса ВВ/ОВ, кг | Масса пороха в двигателе, кг | Время работы двигателя, с | Максимальная дальность, м | Частота вращения, об./мин. |
| Фугасные снаряды                         |           |                   |                   |              |                 |                              |                           |                           |                            |
| М-24Ф                                    | 53-Ф-961  | 1124              | 112,25            | 60,8         | 27,4            | 16,2                         | 0,5—1                     | 6575                      | 7000                       |
| М-24ФУД                                  | 53-Ф-961У | 1245              | 109,0             | 46,5         | 18,4            | 23,96                        | 0,9—2,2                   | 10 600                    | 9500                       |
| МД-24Ф                                   | 3Ф1       | 1684              | 155,0             | 48,4         | 19,8            | 44,3                         | 2,3—4,9                   | 17 500                    | 15 000                     |
| Химические снаряды                       |           |                   |                   |              |                 |                              |                           |                           |                            |
| МС-24                                    | 3Х1       | 1240              | 109,0             | 44,3         | 8,0             | 16,2                         | 0,5—1,0                   | 6500                      | 7000                       |
| МС-24УД                                  |           | 1240              | 109,0             | 44,3         | 8,0             | 44,3                         | 2,3—4,9                   | 16 000                    | 15 000                     |

### Сноски
1. ↑  Отравляющее вещество Р-35 (зарин).
2. ↑  Отравляющее вещество Р-35 (зарин).